# Franzensbad
Franzensbad,,,,, ou Františkovy Lázně (en tchèque) (en allemand : Franzensbad) est une ville et une station thermale du district de Cheb, dans la région de Karlovy Vary, en Tchéquie. Sa population s'élevait à 5 607 habitants en 2025. Františkovy Lázně, avec Karlovy Vary et Marienbad, fait partie de ce que l'on appelle Le Triangle Thermal.

## Géographie
Franzensbad se trouve à 5 km au nord-nord-ouest de Cheb, à 40 km à l'ouest-sud-ouest de Carlsbad (Karlovy Vary)  et à 150 km à l'ouest de Prague.
La commune est limitée par Vojtanov et Skalná au nord, par Třebeň à l'est, par Cheb au sud et par Libá et Poustka à l'ouest.

## Histoire
Les propriétés curatives des sources étaient connues à la fin du XIVe siècle. Elles sont citées par le médecin et minéralogiste Georgius Agricola au XVIe siècle. Les bains de la station thermale furent construits grâce à l'empereur François II et terminés en 1793.

## Des visiteurs célèbres
La station thermale est célèbre pour ses visiteurs. Les empereurs François II et Charles Ier, Johann Wolfgang von Goethe, Ludwig van Beethoven, des représentants des Rothschild, Franz Kafka, ainsi que les présidents tchèques Václav Havel et Václav Klaus y ont séjourné. L'actuel président tchèque, Petr Pavel, a visité la station thermale entre son élection et son investiture.

## Jumelages
- Bad Soden am Taunus (Allemagne)
- Nijni Taguil (Russie)

## Patrimoine
L'UNESCO a inscrit le 24 juillet 2021 Franzensbad au patrimoine mondial dans la série « Grandes villes d'eaux d'Europe » (en anglais : Great spas of Europe).